# Shinya Kato
Shinya Kato (født 19. september 1980) er en tidligere japansk fodboldspiller.
Han har spillet for flere forskellige klubber i sin karriere, herunder Kashima Antlers og Kashiwa Reysol.